# Verwaltungsgemeinschaft Landgraben-West
Die Verwaltungsgemeinschaft Landgraben-West lag im thüringischen Unstrut-Hainich-Kreis.

## Gemeinden
- Bickenriede
- Dörna
- Hollenbach
- Zella

## Geschichte
Die Verwaltungsgemeinschaft wurde am 12. Juni 1992 gegründet. Die Auflösung erfolgte am 31. Dezember 1996. Mit Wirkung zum 1. Januar 1997 wurde aus den Mitgliedsgemeinden und der Gemeinde Lengefeld die neue Gemeinde Anrode gebildet.